# Intel 8086
De Intel 8086-processor was een 16-bit processor, de eerste x86-processor, en werd in 1978 uitgebracht door Intel.
Intel bracht korte tijd later een versie van de 8086 uit, de 8088, die intern in 16-bit werkte, maar aan de buitenkant een 8 bits bus had. Deze processor werd door IBM gekozen voor de eerste IBM PC.
De 8086 werd uitgebracht in kloksnelheden van 4,77 (de snelheid in de eerste PC) tot 10 MHz. Veel PC-klonen hadden een optie om de processor tussen de oorspronkelijke 4,77 MHz en 8 MHz te kunnen schakelen. Instructies werden in 4 tot ongeveer 200 klokpulsen uitgevoerd.
De 8086 had geen FPU, maar Intel leverde wel een externe FPU, de 8087. In veel computers was een voetje aanwezig om een 8087 coprocessor bij te plaatsen.